# Consejo de la Juventud de Euskadi
El Consejo de la Juventud de Euskadi (EGK por sus siglas en euskara) es una entidad de derecho público del País Vasco y la componen más de 60 asociaciones jóvenes.

## Historia
El Consejo de la Juventud de Euskadi (EGK) es una entidad de derecho público creada por la Ley 6/1986 aprobada en el Parlamento Vasco, y se constituye como una plataforma autónoma de asociaciones juveniles que trabaja en favor de los derechos de los y las jóvenes.
Actualmente, son 60 las asociaciones que conforman el Consejo, que además mantiene una relación fluida y constante con otros grupos, colectivos y movimientos.

## Líneas estratégicas
El trabajo de EGK se basa en las siguientes líneas estratégicas:
1. Impulsar la participación juvenil.
2. Trabajar para que mejoren las condiciones de vida de los/as jóvenes.
3. Favorecer la socialización positiva de las/os jóvenes.
4. Diseñar, poner en marcha y evaluar una Política de Juventud -con mayúsculas- en Euskadi.
5. Contribuir a la construcción de una sociedad en paz y reconciliada, justa y abierta.
6. Contribuir a la construcción de una sociedad con una cultura propia, viva y diversa.

## Comisión permanente
El 14 de marzo de 2015 en la ciudad de San Sebastián se celebró la 34.ª Asamblea General en el Gazte Gune de Donostia (CRAJ), con una gran participación. Esta reunión se hace cada año y, como ocurre una vez cada dos años, la plataforma joven que trabaja con unas 60 asociaciones vascas ha renovado su Comisión Permanente, órgano que dirige la acción de EGK durante todo el año.
Esta Comisión Permanente tiene once miembros y, a partir de ahora, está compuesta así:
- Presidenta: Maialen Olabe (Bizkaiko Gaztetxoen koordinakundea)
- Vicepresidenta 1.ª: Iulia Caraseva (Lilith - Emakume Gazteak)
- Vicepresidente 2.ª: Markel Ganboa (Bizkaiko Urtxintxa eskola)
- Tesorero: (Uzturre Kultur Elkartea)
- Secretario: (JSE-Egaz)
- Vocales: Kale dor Kayiko, Cruz Roja Juventud, Gazte Kanpusa, Euzko Gaztedi, Gazte Abertzaleak eta FVJE - Junior Enpresen Euskal Federazioa.

## Áreas técnicas
Consta de siete áreas técnicas, las cuales se desarrollan durante todo el año:
- Área administrativa
- Educación formal / Educación no formal & Astialdi Foroa
- Empleo y vivienda
- Participación
- Comunicación
- Paz y Convivencia
- Igualdad

## Miembros
El Consejo de la Juventud de Euskadi está compuesto por 60 organizaciones:
- Acción Católica General / Ekintza Katoliko Orokorra
- Ai Laket
- Ajebask
- Arduradun Eskola
- Askagintza
- Asociación Alevines Vascos
- Asociación Atseden Taldeak
- Atzegi
- Bizi Alai Taldeak (BAT)
- Bizigay
- Bosko Federazioa
- CC.OO Gazteak
- Coordinadora Gaztetxoak Araba
- Coordinadora Gaztetxoak Bizkaia
- Coordinadora Gaztetxoak Gipuzkoa
- Gurutze Gorria|Cruz Roja Álava
- Gurutze Gorria|Cruz Roja Bizkaia
- Gurutze Gorria|Cruz Roja Gipuzkoa
- Ede Fundazioa
- Egia-JEC (Jóvenes Estudiantes Católicos)
- EHNE Gazteak - Jóvenes Baserritarras
- ENBA - Gazteak
- Ernai - Izan Aske Gazte Elkartea
- Escuela Atseden Taldeak Eskola
- Escuela de Formadores Gaztetxoak
- Euskal Eskaut Gia Elkartea
- Euskal Herriko Giak
- Euskal Interkultura
- Euskalerriko Eskautak Araba
- Euskalerriko Eskautak Bizkaia
- Eusko Gaztedi - EGI
- Eziko Udalekuak
- Ezker Anitza|Ezker Anitza - IU
- Ezker Batua - Berdeak Gazteak
- Federación Vasca de Junior Empresa (FVJE)
- Gazte Abertzaleak
- Gazte Gorrak (Gazteak)
- Gazte Kampusa
- Gazte Komunistak
- Gaztegehitu
- Gazteleku
- Gaztepolis
- Hezkide Eskola
- Ikasle Abertzaleak
- Iratzarri
- Itaka Escolapios Fundazioa
- JOC Euskadi
- JSE-Egaz|JSE-Egaz Juventudes Socialistas
- Kale Dor Kayiko
- Larrunarri eskola|Larrunarri Eskaut-Gia Eskola
- LSB-USO Gazteak
- Lurgorri Ikasle Elkartea|Lurgorri
- Lilith - Euskadiko Emakume Gazteak
- Nuevas Generaciones del País Vasco|Nuevas Generaciones
- ONCE - Juventudes de Unidad Progresista
- Topatu.info
- UGT Juventud Euskadi
- Urtxintxa Eskola Bizkaia
- Urtxintxa Eskola Gipuzkoa
- Uztarri
- Uzturre